# Бенкович, Филип
Филип Бенкович (хорв. Filip Benković; 13 июля 1997 года, Загреб, Хорватия) — хорватский футболист, защитник шведского клуба АИК.

## Клубная карьера
Бенкович — воспитанник загребского «Динамо». С сезона 2015/16 — игрок основного состава команды. 19 июля 2015 года дебютировал в хорватском чемпионате в поединке против «Осиека», выйдя на поле в стартовом составе и проведя весь матч. Всего в своём первом чемпионате провёл 13 встреч, забитыми мячами не отмечался.
9 августа 2018 года Бенкович перешёл в английский «Лестер Сити», заплативший за него около 13 млн фунтов стерлингов. Контракт футболиста рассчитан на пять лет.
19 января 2025 года перешёл в шведский АИК, подписав двухлетний контракт до конца 2026 года. 14 февраля дебютировал за клуб в матче Кубка Швеции против «Дегерфорса».

## Карьера в сборной
Основной игрок юношеских сборных Хорватии. Участвовал в отборочных раундах к юношеским чемпионатам Европы, в финальную стадию не входил. 7 октября 2015 года дебютировал в молодёжной сборной в поединке со сверстниками из Сан-Марино.

## Достижения
«Динамо» (Загреб)
- Чемпион Хорватии: 2015/16

«Селтик»
- Чемпион Шотландии: 2018/19
- Обладатель Кубка Шотландии 2018/19
- Обладатель Кубка шотландской лиги 2018/19